# Goniochilus
Goniochilus é um género botânico pertencente à família das orquídeas (Orchidaceae).